# Genji: Dawn of the Samurai
Genji (ở Bắc Mỹ gọi là Genji: Dawn of the Samurai) là trò chơi điện tử thuộc thể loại hành động phiêu lưu chặt chém do hãng Game Republic phát triển và Sony Computer Entertainment phát hành vào năm 2005 dành cho hệ máy PlayStation 2. Nội dung của game dựa trên bộ sử thi nổi tiếng Truyện kể Heike (tiếng Nhật: 平家物語, Heike Monogatari, Bình gia vật ngữ). Phần tiếp theo là Genji: Days of the Blade được phát hành cho PlayStation 3. Tiêu đề Genji của game là từ ám chỉ Minamoto và là một kiểu đọc chữ Hán thay thế. Tương tự như Heishi (hoặc Heike) là ám chỉ Taira và là một kiểu đọc chữ Hán thay thế.

## Cốt truyện
Cốt truyện kể về cuộc phiêu lưu của Minamoto no Yoshitsune khi anh trốn khỏi chùa rút xuống núi và gánh vác trọng trách đánh bại gia tộc Taira nhằm trả thù cho cha mình. Lúc bắt đầu cuộc hành trình của mình, anh đã gặp gia tộc Tamayori là những người đang bảo vệ Amahagane (天 钢) - hòn đá quyền năng cho phép chọn lựa cá nhân để phát huy sức mạnh ma thuật được gọi là Kamui (神威).
Cốt truyện của trò chơi diễn ra khoảng phần thứ ba của Truyện kể Heike nói về đỉnh cao danh vọng của Yoshitsune trong cuộc chiến chống lại nhà Taira trong khi thuở ban đầu của nhân vật thì dựa trên thông tin từ quyển Gikeiki. Nhiều người trong số các nhân vật trong game cũng xuất hiện trong bộ truyện sử thi này. Cốt truyện và khoảng thời gian của trò chơi tương ứng với cuộc chiến tranh Genpei khi cả hai gia tộc sát phạt lẫn nhau nhằm giành quyền thống trị đất nước. Kết quả là bên Minamoto đã giành chiến thắng dẫn đến việc thành lập Mạc phủ Kamakura mở ra thời kỳ Kamakura. Đây được xem là sự khởi đầu của thời đại giới samurai thống trị Nhật Bản và đó cũng là tên gọi của game.

## Lối chơi
Genji: Dawn of the Samurai lấy bối cảnh thời kỳ phong kiến ở Nhật Bản năm 1159 sau công nguyên. Giới quý tộc đang trong thời khủng hoảng bởi sự tranh quyền đoạt lợi. Trong số những thế lực mưu đồ bá vương đó có gia tộc Taira (平 Bình), hay có thể gọi theo cách onyomi là Heishi (平氏 Bình Thị) khá nổi tiếng về sự tàn nhẫn và độc ác. Người chơi sẽ vào vai chàng Samurai trẻ tuổi Yoshitsune của gia tộc Minamoto (源 Nguyên), hay có thể gọi theo cách onyomi là Genji (源氏 Nguyên Thị) hành hiệp trượng nghĩa để chống lại sự bành trướng của thế lực hắc ám Heishi.
Không chỉ thừa hưởng các đòn thế combo hấp dẫn khi cận chiến từ Onimusha,yếu tố làm cho Genji sinh động và tạo sức hút riêng chính là khả năng khinh công thượng thừa của nhân vật chính Yoshitsune. Với tuyệt kỹ này, anh có thể đột nhập sào huyệt địch từ trên không thay vì phải bách bộ qua những cánh cửa đầy rẫy kẻ địch. Ngoài ra người chơi có thể kết hợp khả năng khinh công để tạo ra các đòn liên hoàn uyển chuyển và sắc sảo hơn trên không trung thay vì chỉ trên mặt đất như trước. Không những thế, nếu muốn nghiền ngẫm các pha hành động này thật kĩ và chi tiết, người chơi hoàn toàn có thể "chiếu chậm" chúng bằng khả năng đặc biệt do trò chơi cung cấp. Sát cánh cùng Yoshitsune còn có thầy tu lực lưỡng Benkei. Tùy từng thời điểm mà người chơi sẽ sử dụng luân phiên hai nhân vật này tựa như loạt game Onimusha và tài điều khiển của người chơi sẽ phát huy ưu điểm của họ. Nếu Benkei chuyên dùng các vũ khí hạng nặng, có thể quét sạch hàng tá quân địch trong nháy mắt chỉ bằng một chiêu tấn công đầy uy lực thì Yoshitsune lại tỏ ra chiếm ưu thế trong những pha cận chiến đòi hỏi nhiều kĩ thuật, tốc độ.
Nhằm tăng phần hấp dẫn và kích thích người chơi, Genji còn vay mượn yếu tố nhập vai để các nhân vật có thể tăng sức khỏe và năng lượng sau khi tiêu diệt một số lượng đối phương. Tất nhiên, game không thể thiếu những đòn liên hoàn và những chiêu phép thuật mới nhưng người chơi chỉ có thể unlock một khi nhân vật đạt tới cấp độ cần thiết. Genji còn hứa hẹn sự đột phá ngoạn mục khi nhà phát triển cho biết game sẽ có hơn 60 khu vực cùng sự góp mặt của hơn 100 nhân vật phụ để bạn khám phá. Sự đa dạng về chủng loại vũ khí, giáp trụ, khiên đỡ. Để trang hoàng đồng thời trang bị thêm cho các nhân vật chính, game cung cấp các "shop" bán đồ rải dọc trò chơi. Người chơi sẽ dùng tiền kiếm được trang trải cho các bộ giáp hoàn hảo, vũ khí mạnh... Tất cả đều được thiết kế khá chăm chút, tỉ mỉ phục vụ tích cực cho việc "refresh" các nhân vật luôn được đúng lúc. Để "làm màu" cho các trận đụng độ và sôi động thêm cuộc chơi, Genji cũng được thêm thắt yếu tố của game nhập vai. Sau mỗi trận đánh hoặc rải khắp các ngõ ngách của từng màn chơi sẽ là các viên đá Amahara. Để báo hiệu sự xuất hiện của chúng, mỗi phần của viên đá " Amahagane" mà các nhân vật chính mang theo sẽ lần lượt nhấp nháy. Dò tìm thành công, người chơi có thể hoàn thiện các chỉ số của nhân vật.
Ngoài ra, Genji cũng tạo nét chấm phá riêng với hệ thống phản đòn mà trong game được quy định là "Minds Eye". Khi sử dụng chức năng này (thường là trong các trận đấu) khung cảnh trong game trở nên huyền ảo, mọi diễn tiến đều được quay chậm lại; nhiệm vụ của người chơi là chờ đối thủ ra đòn và xuất chiêu đúng thời điểm. Việc tiễn đối thủ nhanh gọn lẹ, ngay cả khi đó là những con trùm có hạng trong trò chơi chỉ là vấn đề thời gian. Tất nhiên, với đòn thế lợi hại như vậy người chơi phải phán đoán đúng, nhạy cảm, phối hợp với tay bấm nhanh, chính xác, nếu không muốn chiêu phản đòn hụt trở thành "mồi ngon" cho đối thủ. Bù lại, khi hoàn thành tốt những thế phản đòn này, người chơi sẽ nhận được khá nhiều phần thưởng khích lệ.

## Nhân vật

### Gia tộc Minamoto -Genji(源氏)
Minamoto no Yoshitsune (源義経 Nguyên Nghĩa Kinh)
Lồng tiếng bởi: Namikawa Daisuke
Người anh hùng của câu chuyện, Yoshitsune là con trai út của Minamoto no Yoshitomo, người đã bị Taira no Kiyomori đánh bại và giết chết trong cuộc biến loạn Heiji. Do chẳng bao giờ biết được nguyên nhân cái chết của cha mình, anh đã trải qua một tuổi thơ cô đơn tại một ngôi chùa xa xôi trên núi Kurama. Một ngày kia bất chợt Yoshitsune bị đám lính nhà Taira tấn công với nhiệm vụ tìm cho bằng được Amahagane, chàng thiếu niên 16 tuổi Yoshitsune đã quyết định bám theo một chiến binh bí ẩn xuống núi để tìm kiếm vận mệnh của đời mình trong tình hình chiến loạn.
Musashibo Benkei (武蔵坊弁慶 Vũ Táng Phường Biện Khánh)
Lồng tiếng bởi: Ohtsuka Akio
Một tăng binh tướng mạo cao to rất mực trung thành với nhà Minamoto và bây giờ đi phiêu bạt khắp nơi, chiến đấu chống lại nhà Taira với hy vọng một ngày nào đó sẽ được phụng sự dưới trướng của nhà Minamoto một lần nữa. Benkei sử dụng sức mạnh siêu nhân của mình đập vụn tan tành kẻ địch bằng cây gậy tày rất lơn và nặng hơn so với hầu hết người trưởng thành. Dù họ đã bị đánh bại trong cuộc biến loạn Heishi thế nhưng Benkei vẫn ước mong sẽ có lúc nhà Minamoto trở lại nắm quyền. Chính viên Amahagane đã giúp Yoshitsune và Benkei được hội ngộ thông qua một cuộc đấu tay đôi tuyệt vời. Benkei đánh thua Yoshitsune và chỉ như vậy thì anh mới nhận ra mục đích thực sự của cuộc đời mình. Benkei thề sẽ bảo vệ chàng trai trẻ của nhà Minamoto và chiến đấu bên cạnh người anh Yoritomo trong cuộc chiến đánh bại nhà Taira.
Shizuka Gozen (静御前 Tĩnh Ngự Tiền)
Lồng tiếng bởi: Kashii Yū
Còn gọi là "Vu nữ nhà Tamayori", tiểu thư Shizuka là người duy nhất có thể sử dụng sức mạnh ma thuật nghi thức "Yosegane" để tăng cường sức mạnh của Amahagane. Cũng vì vậy mà cô trở thành mục tiêu bị nhà Taira ra sức truy lùng vì muốn tận dụng lợi thế của Yosegane nhằm mưu đồ bá chủ Nhật Bản. Để bảo toàn tính mạng, Shizuka đã âm thầm trốn khỏi chốn kinh thành xa hoa tới sống lặng lẽ ở nơi ẩn náu với Kiichi Hogen. Ngoài ra cô còn là người yêu của Yoshitsune.
Minamoto no Yoritomo (源頼朝 Nguyên Lại Triều)
Anh trai của Yoshitsune và là lãnh đạo của gia tộc Minamoto. ông có kế hoạch khôi phục gia tộc Minamoto trở lại vinh quang trước đây kể từ khi cha là Yoshitomo bại trận dưới tay của nhà Taira trong cuộc biến loạn Heishi.

### Gia tộc Tayamori
Kiichi Hōgen (鬼一 法眼 Quỹ Nhất Pháp Nhãn)
Lồng tiếng bởi: Karasawa Minken
Lãnh đạo của gia tộc Tayamori và là người bảo vệ Amahagane. Chính ông đã ra tay cứu giúp Yoshitsune và dạy cho anh về quyền năng Kamui của mình. Trong vai trò là trưởng tộc Tamayori với trọng trách bảo vệ Amahagne khỏi những kẻ trộm cướp. Đây là nhiệm vụ của gia tộc này cho thấy rằng họ không dùng vào các mục đích xấu. Kiichi Hogen là một bậc thầy Phật giáo huyền bí và đã giúp Shizuka ẩn náu tại một vị trí bí mật. Ông còn là người đề nghị Yoshitsune giúp đỡ nhà Tamayori tìm cách lấy lại Amahagne đã rơi vào tay nhà Taira.
Quận chúa Minazuru Hōgen (皆鶴姫 Giai Hạc Cơ)
Lồng tiếng bởi: Horie Yui
Được sự huấn luyện và dạy bảo của cha mình là Kiichi Hōgen, Minazuru hy vọng một ngày nào đó sẽ trở thành một Tamayoribito chính thức. Mặc dù chưa phát triển năng lực đặc biệt như Shizuka, cô vẫn còn là một thiếu nữ tài sắc vẹn toàn và rất được mọi người dân thị trấn yêu mến. Cô thường mang những tin đồn và thông tin từ thị trấn của mình đến cho Yoshitsune cũng như có tình ý với anh không kém gì Shizuka.

### Gia tộc Fujiwara(藤原氏)
Fujiwara no Hidehira (藤原秀衡 Đằng Nguyên Tú Hành)
Lồng tiếng bởi: Iizuka Shōzō
Hidehira là người đứng đầu gia tộc Fujiwara và cai trị xứ Oushu, thành phố thứ hai lớn nhất tại Nhật Bản. Ông đã từ chối tham gia vào cuộc chiến sinh tử giữa hai nhà Taira và Minamoto, cũng vì để bảo toàn cho sự an nguy của gia tộc và lãnh thổ của mình trước thế cục loạn lạc.

### Gia tộc Taira -Heishi(平氏)
Dưới sự thống lĩnh của Taira Kiyomori, là binh sĩ trong quân đội nhà Taira có sử dụng Amahagane. Ngoài ra họ còn dùng cả Yōrenshū, người kiểm soát ma quỷ. Lực lượng này hiện đang kiểm soát kinh thành Heian mà sau này goi là Kyoto.
Taira no Kagekiyo (平景清 Bình Cảnh Thanh)
Lồng tiếng bởi: Sugita Tomokazu
Là một chiến binh mạnh nhất của nhà Taira. Sức mạnh của ông thậm chí theo lời đồn còn vượt cả Taira no Kiyomori. Kagekiyo hiếm khi thể hiện cảm xúc và thực hiện các mệnh lệnh của mình một cách bình tĩnh và tàn nhẫn. Với Amahagane trong tay, ông sở hữu sức mạnh gần bằng một ngàn người trong trận chiến. Luôn xông pha tuyến đầu trong cuộc biến loạn Heishi và nhờ sự dũng cảm của ông đã đóng một vai trò lớn trong chiến thắng của nhà Taira. Kagekiyo cầm một vũ khí đặc biệt kết hợp hai lưỡi kiếm trong một núm chuôi kiếm và cũng nhờ nó mà hắn không ngừng săn lùng Yoshitsune để trừ hậu họa.
Taira no Kiyomori (平清盛 Bình Thanh Thịnh)
Lồng tiếng bởi: Gōri Daisuke
Kiyomori là lãnh đạo của nhà Taira. Nhờ sử dụng Amahagne mà ông đã đánh bại quân đội nhà Minamoto trong cuộc biến loạn Heishi, giờ đây chi phối cả Nhật Bản theo ý tưởng bất chợt của gia tộc. Không hài lòng với chiến thắng của mình, ông mong muốn trở thành chủ duy nhất của Amahagane và mở rộng quyền lực của mình xa hơn nữa. Muốn như vậy, ông đã cất công cho người đi tìm kiếm vu nữ Gozen Shizuka, người duy nhất có thể sử dụng bí thuật Yosegane.
Tairakuwaki Moritoshi (Taira no Moritoshi) (平鍬鬼盛俊 (平盛俊) Bình Thiêu Quỷ Thịnh Tuấn (Bình Thịnh Tuấn))
Lồng tiếng bởi: Matsuoka Daisuke

### Số khác
Người dẫn chuyện
Lồng tiếng bởi: Tsuda Eizō
Kyūyō (九妖 Cửu Yêu)
Lồng tiếng bởi: Nagasawa Miki
Shukenten (守剣天 Thủ Kiếm Thiên)
Lồng tiếng bởi: Morita Junpei
Kichiji (吉次 Cát Thứ)
Lồng tiếng bởi: Kosugi Jūrōta
Shinta (しんた)
Lồng tiếng bởi: Kida Ayumi
Sanrōta (三郎太 Tam Lang Thái)
Lồng tiếng bởi: Yoshino Takahiro
Lồng tiếng bởi: Majima Junji
Lồng tiếng bởi: Arishima Moyu